# 林氏家庙与状元第
林氏家庙与状元第，位于中国广东省潮州市潮安区金石镇仙都三村，为潮州市潮安区文物保护单位，类型为古建筑，公布时间为2006年4月。
林氏家庙与状元第的历史年代为南宋、明。